# Ghanaische Badmintonmeisterschaft 1982
Die Ghanaische Badmintonmeisterschaft 1982 (auch als The 5th Bondplex Ghana Open bezeichnet) fand vom 6. bis zum 8. Januar 1983 in Kumasi statt. Es war die 5. Auflage der Badmintonmeisterschaften von Ghana.

## Medaillengewinner
| Disziplin    | Gold                                      | Silber                         |
| ------------ | ----------------------------------------- | ------------------------------ |
| Herreneinzel | Michael Ben-George                        | Macus Appiagyci-Danka          |
| Dameneinzel  | Nelly Akainyah                            | Margaret Palma                 |
| Herrendoppel | Michael Ben-George Marcus Appiagyci-Danka | S. K. Amuzu Michael Agyapong   |
| Damendoppel  | Nelly Akainyah Annalisa Ben-George        | Margaret Palma Victoria Lartey |
| Mixed        | Mario Appiagyci-Danka Annalisa Ben-George | S. K. Amuzu Nelly Akainyah     |